# Sottomarino nucleare

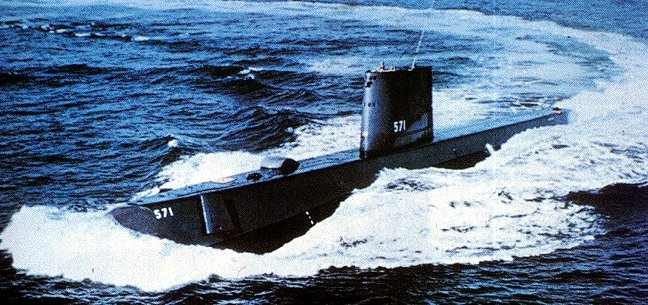
Immagine del Nautilus, il primo sottomarino nucleare.

Il sottomarino nucleare è un'unità navale sommergibile che utilizza un motore elettrico alimentato da un reattore nucleare a fissione per la propulsione.

## Storia

In verde gli Stati dotati di sottomarini a propulsione convenzionale, in arancione gli Stati dotati di sottomarini nucleari

Lo sviluppo più rivoluzionario nella tecnologia della navigazione subacquea è stato l'applicazione dell'energia nucleare alla propulsione dei sommergibili, che ha dato vita al vero sottomarino.
La prima unità di questo tipo, il Nautilus, venne varato dalla Marina degli Stati Uniti nel 1954. Nel 1955, in una crociera di collaudo, navigò sempre in immersione da New London, nel Connecticut, a San Juan a Porto Rico, coprendo in 84 ore una distanza di 2170 km, a una velocità di crociera sempre superiore ai 20 nodi (oltre 37 km/h). Nell'agosto del 1958 effettuò la prima traversata sottomarina del Polo Nord, navigando sotto la banchisa polare da Punta Barrow, in Alaska, a un punto compreso fra l'isola Spitzbergen e la Groenlandia.
Il sottomarino statunitense monoelica Skipjack, varato nel 1956, combinava la propulsione nucleare con lo scafo a goccia dell'Albacore. Versioni avanzate di questo sottomarino costituirono la classe Thresher, operativa dai primi anni sessanta. Nel 1963 il USS Thresher (SSN-593) andò perduto, con il suo equipaggio di 129 uomini, durante prove di immersione profonda nell'Oceano Atlantico. Saltò una valvola di tenuta dell'asse portaeliche, e chiudere la falla risultò impossibile: tale valvola era scomparsa, forse a causa di un errore nella colata della stessa valvola. La classe è da allora ufficialmente nota come Permit, dal nome della seconda unità della serie.
Gli Stati Uniti hanno attualmente 133 sottomarini operativi, tutti a propulsione nucleare, in genere dotati di un reattore progettato per garantire almeno 640.000 km di percorrenza senza bisogno di sostituire il combustibile nucleare, anche grazie all'impiego di uranio altamente arricchito, cioè con un'elevata concentrazione di U235.
L'URSS e la Russia costruirono dal 1958 al 1994 ben 245 sottomarini nucleari, più di tutte le altre nazioni messe assieme. La Russia ha attualmente circa 35 sottomarini in servizio attivo, ma forse un centinaio sono quelli ancorati perché dismessi ed in stato di avanzato degrado. I sottomarini russi agli esordi della propulsione nucleare furono oggetto di alcuni incidenti (si ricorda come emblematico il caso del K-19), tuttavia lo stato dell'arte in fatto di sottomarini nucleari al termine della guerra fredda si può considerare equiparabile tra USA e URSS.
La Gran Bretagna ne ha 8, la Francia 10; la Cina 5.
Gli statunitensi classificano i sottomarini lanciamissili balistici con la sigla SSBN, quelli nucleari d'attacco come SSN, i lanciamissili da crociera come SSGN e i non-nucleari (a propulsione diesel-elettrica o a celle a combustibile) come SSK.

## Sottomarino nucleare d'attacco

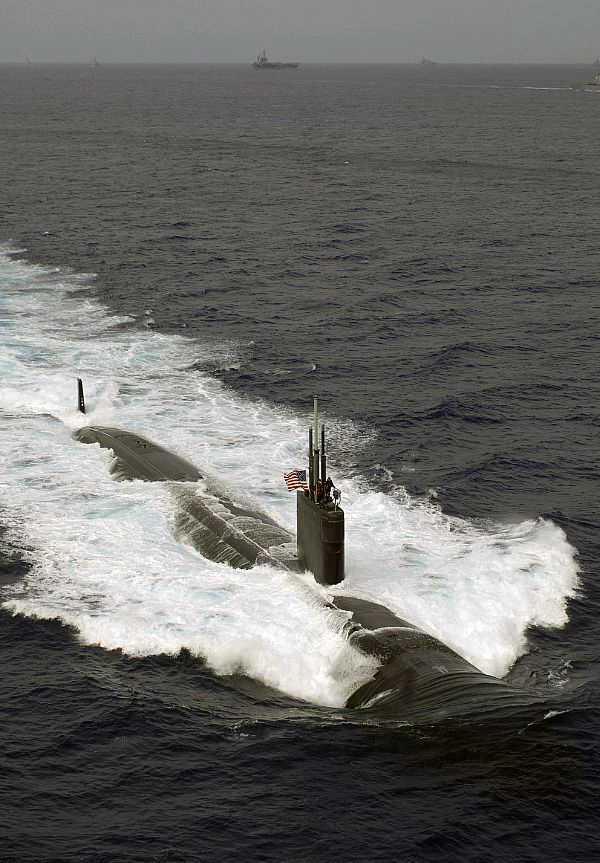
Il sottomarino d'attacco USS Asheville (SSN 758) della Classe "Los Angeles" posizionato davanti alla USS Kitty Hawk (CV63). Oceano Pacifico (14 novembre 2006).

I sottomarini nucleari d'attacco, SSN secondo la classificazione della US Navy, sono delle unità navali, sempre dotate di propulsione nucleare, il cui compito principale è quello di attaccare le forze navali avversarie o di difendere le proprie da attacchi di unità di superficie o sottomarine.
Appartengono a questa tipologia di sottomarini i Classe Akula - Progetto 971 Shuka, Classe Oscar I/II della Marina Russa o i classe Los Angeles, Classe Seawolf ed i nuovi classe Virginia dell'US Navy così come i sottomarini britannici delle classi classe Swiftsure e classe Trafalgar dotati, come i Los Angeles americani, di missili da crociera SLCM Tomahawk, i vecchi sottomarini francesi della classe Rubis e gli altrettanto vecchi e rumorosi cinesi della classe Han (noti con i numerali 401, 402, 403, 404 e 405).
Classi di SSN operativi e in costruzione
- : Type 091 · Type 093 · Type 095
- : Rubis · Barracuda
- : Swiftsure · Trafalgar · Astute
- : Victor III · Classe Oscar I/II · Sierra I & II · Akula · Graney
- : Los Angeles · Seawolf · Virginia

## Sottomarino nucleare lanciamissili balistici

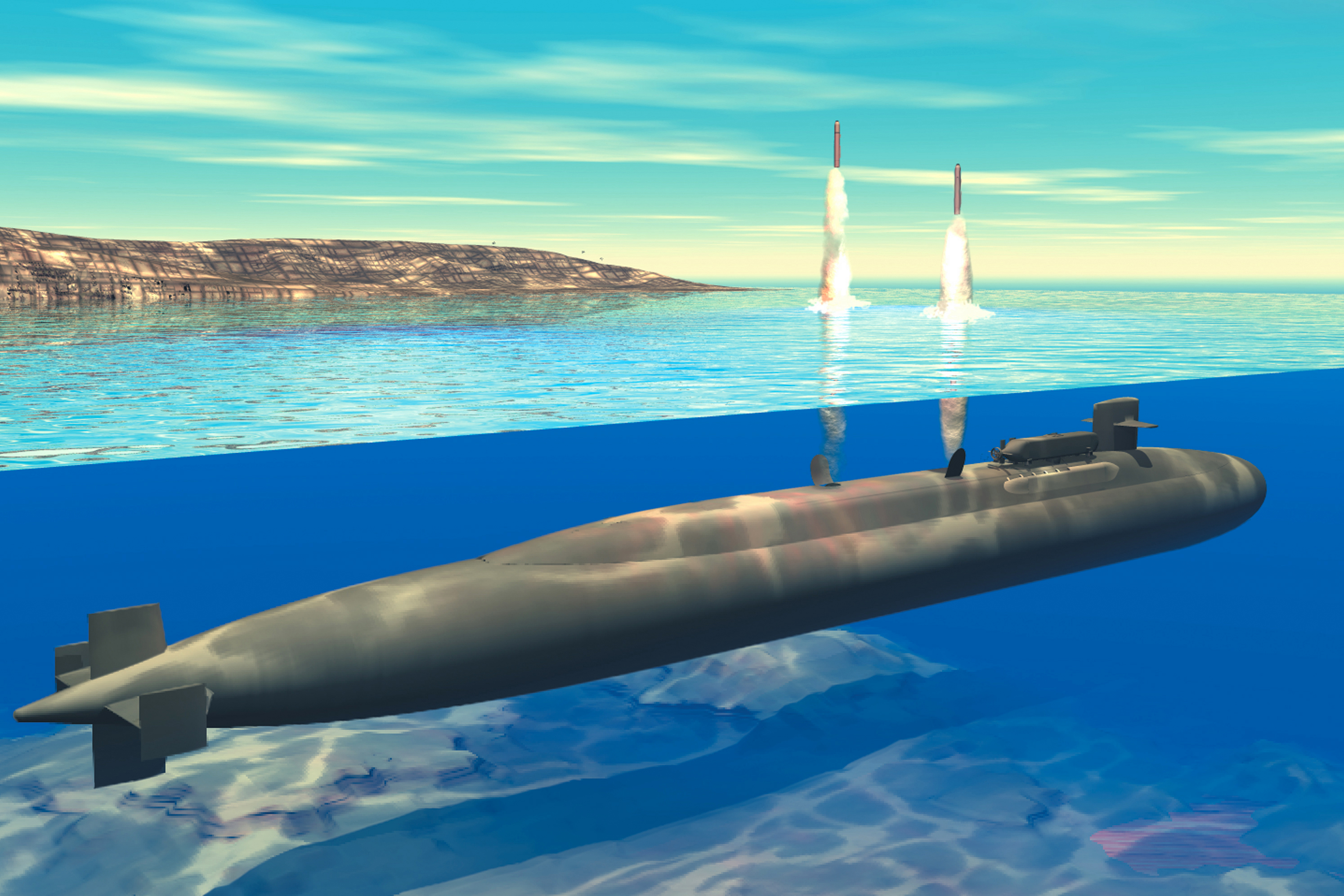
Rappresentazione artistica del lancio di missili da crociera Tomahawk da un sottomarino classe Ohio modificato allo scopo.

I moderni sottomarini lanciamissili possono caricare fino a 24 missili balistici (SLBM, submarine-launched ballistic missile) armati di testate nucleari, all'interno di appositi tubi di lancio verticali. La maggior parte dei sottomarini di recente costruzione possiede un sistema di propulsione nucleare che consente lunghi periodi di autonomia in mare, senza bisogno di rifornimenti.
Nel 1960 furono costruiti negli Stati Uniti i primi sottomarini dotati di una batteria di missili balistici Polaris, a propellente solido e con testata nucleare, che potevano essere lanciati dal sottomarino in immersione e colpire il bersaglio a 4000 km di distanza. Alla metà degli anni Sessanta fu sviluppato un missile antisottomarino a lunga gittata, a guida inerziale, che poteva essere lanciato con il tubo lanciasiluri da un sottomarino in immersione. Sempre alla fine degli anni Sessanta su alcuni sottomarini i Polaris furono sostituiti dai Poseidon, a più lunga gittata e capaci di portare fino a dieci testate nucleari.
I 23 sottomarini nucleari lanciamissili della classe americana Ohio, che hanno sostituito la classe Benjamin Franklin, sono dotati di 24 tubi di lancio, ognuno contenente i nuovi SLBM (Submarine-Launched Ballistic Missiles, "missili balistici lanciabili da sottomarini") che hanno sostituito Polaris e Poseidon: il Trident I (o C-4), con una gittata di 7400 km e otto testate a bersaglio indipendente da 100 chilotoni, e il Trident II (o D-5), che porta 8 testate da 100 chilotoni e ha una gittata di 11.300 km. I coevi Typhoon russi sono dotati di 20 tubi di lancio contenenti ognuno un missile SS-N-20, in grado di trasportare 10 testate da 100 chilotoni ognuna a una distanza stimata di 8000 km.
L'unica classe di SSBN attualmente in costruzione è la classe russa Borei, che trasporterà 16 missili del nuovo tipo SS-N-30 Bulava. Si tratta di una classe di primi sottomarini lanciamissili balistici progettati e costruiti dopo il crollo dell'URSS. È possibile che anche alcuni esemplari della classe Typhoon vengano aggiornati con tecnologie della classe Borei.
A questa tipologia di sottomarini appartengono le classi Hotel, Yankee, Delta e Typhoon, secondo la nomenclatura NATO, in dotazione alla Marina militare russa, gli inglesi della classe Resolution con missili Trident, i francesi della classe Le Redoutable e l'unico cinese della classe Xia.
Classi di SSBN operativi
- : Type 092 - Xia · Type 094 - Jin
- : Le Triomphant
- : Vanguard
- : Delta III · Delta IV · Typhoon · Borei
- : Ohio

## Sottomarino nucleare lanciamissili da crociera
Alla categoria degli SSGN (submarine guided missile) appartengono i russi delle classi Oscar I e II e i primi quattro esemplari della classe di SSBN americani Ohio, modificati per portare fino a 154 missili da crociera Tomahawk; secondo il programma ne dovrebbero essere modificati quattro, USS Ohio, USS Florida,USS Michigan e USS Georgia, e i primi due sono già rientrati in servizio.
SSGN realizzati
- : 659 Echo I · 675 Echo II · 670 Charlie I · 670M Charlie II · 661 Papa · 949 Oscar I · 949A Oscar II
- : USS Halibut (SSGN-587) · USS Ohio (SSGN 726) · USS Michigan (SSGN-727) · USS Florida (SSGN-728) · USS Georgia (SSGN-729)

## Sottomarino nucleare ausiliario
A tale categoria appartengono tutti quei sottomarini ausiliari nucleari, disarmati, che vengono impiegati per scopi diversi dal combattimento. Mezzi di questo tipo possono avere un'origine militare (conversione di mezzi già esistenti, come nel caso del russo KS-411, un SSBN classe Yankee I modificato), oppure essere progettati appositamente (come nel caso dello statunitense NR-1 o i russi classe Uniform). Costruiti in numero limitato e solo negli Stati Uniti oppure in Unione Sovietica, hanno frequentemente ricevuto l'Hull classification symbol di SSAN, SSQN o SSRN.

## Film e romanzi ispirati ai sottomarini nucleari
- Ventimila leghe sotto i mari film della Walt Disney (20000 Leagues under the sea), (1954) tratto dal libro di Avventura del 1870 scritto da Jules Verne
- L'ultima spiaggia (romanzo) (On the Beach), (1957) libro di fantascienza post apocalittica del 1957 scritto da Nevil Shute
- L'ultima spiaggia (film 1959) (On the Beach) film del 1959 di Stanley Kramer, tratto dall'omonimo romanzo
- Base artica Zebra (Ice Station Zebra) film del 1968 di John Sturges, tratto dall'omonimo romanzo di Alistair MacLean ambientato durante la guerra fredda.
- Caccia a Ottobre Rosso film del 1990 di John McTiernan, tratto dal romanzo La grande fuga dell'Ottobre Rosso di Tom Clancy.
- Allarme rosso è un film americano del 1995, con Denzel Washington e Gene Hackman, diretto da Tony Scott.
- K-19 è un film del 2002 con Harrison Ford che racconta l'episodio dell'incidente occorso il 4 luglio 1961 al sottomarino Classe Hotel della Marina Sovietica.
- L'ultima spiaggia (On the Beach) film TV del 2000 di Russell Mulcahy, remake del film del 1959
- La spia che mi amava (James Bond), film del 1977 interpretato da Roger Moore.